# Leticia Burgos Ochoa
Leticia Burgos Ochoa (Ciudad Obregón, 24 de agosto de 1957) activista y política mexicana.  Senadora de la República en las legislaturas LXVIII y LIX  y diputada en la legislatura LVI. Integrante fundadora de la Red Feminista Sonorense, y la Red Nacional de Alertistas.  Fundadora del Diplomado Formación de Capacitadoras en Derechos Humanos de las Mujeres, Poderío y Género  Creadora de la convocatoria de arte en Sonora Por una vida libre de violencia, igualitaria, libertaria, justa y de paz.
Ha laborado en el área de la Salud, Nutrición, Medio Ambiente y Ecología y en el área de Estudios de Investigación en Desnutrición en Sonora, Guerrero y Estado de México.
Fue coordinadora responsable de investigaciones en Salud en Diagnóstico, Promoción a la Salud y la Nutrición, en Guerrero e integrante del Comité Técnico Nacional de Seguimiento y Evaluación del Programa de Desayunos Escolares del Programa de Alimentación y Nutrición Familiar.

## Trayectoria
Estudió la licenciatura en Química Bióloga en Alimentos en la Universidad de Sonora (1979 - 1982). Fungió como catedrática en CONALEP (1980 - 1982) Inició su trayectoria política como militante del movimiento independiente de La Laguna (1982 - 1983) a la vez que fue fundadora y dirigente de la Asociación Cívica Nacional Revolucionaria (ACNR) (1982 - 1987)  Se desempeñó como catedrática investigadora en la Universidad Autónoma de Guerrero (1984 - 1990) Se desenvolvió como promotora de la Unidad Popular Guerrerense (1985 - 1986) Fundadora y miembro activo del PRD en Guerrero (1989) Estudió un posgrado en Medicina Social por la UAM Xochimilco (1990 - 1992) seguido por un posgrado en Epidemiología moderna en el Centro de Investigación de Enfermedades Tropicales (CIET) de Guerrero (1992 - 1993) Ocupó el cargo de coordinadora de investigación sobre diagnóstico y promoción de la salud y la nutrición en Guerrero (1993 - 1994) Inició como militante de la Organización Milenio Feminista (1993) Continuó su formación académica con el diplomado en Perspectiva de la educación superior frente a los retos del desarrollo sustentable, por UNAM-UAM-UNESCO (1998) Promotora de la Coordinación Estatal de Organismos Civiles de Mujeres por un Milenio Feminista (1998 - 1999)

### Alerta de Violencia de Género contra las Mujeres
En 2015 promueve la primera solicitud de Alerta de Violencia de Género contra las Mujeres en el estado de Sonora desde Alternativa Cultural por la Equidad de Género (ACEG) A.C. para el municipio de Cajeme, la cual fue negada en 2017. En el año 2019 presenta la tercera solicitud de Alerta de Violencia de Género contra las Mujeres por Agravio Comparado para el estado desde la misma asociación civil ACEG la cual se encuentra sin dictamen.

### Reconocimiento
El 17 de octubre de 2022 recibió la Presea al Poderío de las Mujeres Sonorenses que entrega el Congreso del Estado de Sonora en la categoría de Mujeres Políticas.